# 법집별행록절요병입사기 (서울특별시 유형문화재 제434호)
법집별행록절요병입사기(法集別行錄節要幷入私記)는 서울특별시 중랑구 법장사에 있는, 고려 중기 보조국사 지눌(知訥, 1158-1210)이 1209(熙宗 5)년 당나라 종밀의 저술인 <법집별행록(法集別行錄)>에서 핵심 내용을 선편하고 자신의 견해를 밝힌 사기(私記)로, 1554년 강원도 유점사에서 개판한 목판본 1책이다. 2018년 12월 13일 서울특별시의 유형문화재 제434호로 지정되었다.

## 개요
고려 중기 보조국사 지눌(知訥, 1158-1210)이 1209(熙宗 5)년 당나라 종밀의 저술인 <법집별행록(法集別行錄)>에서 핵심 내용을 선편하고 자신의 견해를 밝힌 사기(私記)로, 1554년 강원도 유점사에서 개판한 목판본 1책이다.
조선시대 사집과의 교재로 채택되어 널리 활용되었으며, 1486년 전라도 규봉암(圭峯菴)에서 처음 개판된 이후 전국의 주요사찰에서 28종 이상 간행되었을 정도로 널리 보급됨. 그 중 1554년 금강산 유점사에서 개판된 판본은 법장사 소장본이 유일한 것으로 알려져 있어 문화재적 가치가 높은 것으로 판단된다.

## 조사보고서
이 책은 고려 중기 보조국사 지눌(知訥, 1158-1210)이 1209(熙宗 5)년 당나라 종밀의 저술인 <법집별행록(法集別行錄)>에서 핵심 내용을 선편하고 자신의 견해를 밝힌 사기(私記)로, 1554년 강원도 유점사에서 개판한 목판본 1책이다.
고려의 지눌이 당나라 종밀(宗密)의 저술인 <법집별행록>을 간략하게 줄이고, 여러 경전과 조사(祖師)들의 말을 인용하여 찬술한 것이 바로 『법집별행록절요』이며, 여기에 지눌 자신의 선종에 대한 견해를 밝힌 사기(私記)를 부쳐 서명을 ‘法集別行錄節要幷入私記’라고 하였다.
흔히 이를 ‘법집절요(法集節要)’ 또는 ‘절요사기(節要私記)’ 혹은 ‘절요(節要)’ 등으로 부르기도 한다.
내용은 전체 분량 중 10분의 2 가량이 <법집(法集)>의 내용을 ‘절요(節要)’하여 핵심적인 부분만을 뽑아서 절록한 것이다. 그리고 나머지 8할은 지눌 자신의 견해를 ‘사기(私記)’ 형식으로 기술하여 사상을 밝히고 있다. 전체의 내용은 저술 의도를 밝힌 서론 부분과 <법집별행록>을 절록한 부분, 그리고 지눌 자신이 선사상을 해석한 부분 등으로 구성되어 있다.
이 책은 지눌이 1209년 여름에 규봉암에서 은둔하면서 찬술을 완성한 이후 제자 혜심(慧諶)에 의해 간행되었으나 현재는 전래본이 없는 것으로 보인다. 다만 조선시대에 사집과의 교재로 채택되어 널리 활용되었는데, 1486년 전라도 규봉암(圭峯菴)에서 처음으로 개판된 이후 전국의 주요사찰에서 28종 이상 간행되었을 정도로 널리 보급되었다.
법장사 소장의 조사 대상본의 서지적 특징을 살펴보면, 근래 4침으로 새로 개장한 것으로 보아 불복에서 수습한 복장본으로 보이며, 책의 크기는 24.8×15.5cm이다. 반엽을 기준으로 사주단변으로 반곽의 크기는 17.4×12cm이며, 행자수(行字數)는 11행 21자이다. 판심에 흑어미가 하향하고 있으며, 어미 아래에 판심제 ‘私記’와 장수(張數)가 표시되어 있다.
이상과 같이 판식의 형태적 특징으로 보아 법장사에 소장되어 있는 유점사본은 10행본 계통인 1486년의 규봉암본이나, 1537년의 신흥사본과는 다른 계통의 판본으로 확인된다. 조사 대상본은 11행21자본으로 글자가 작고 조밀한 특징을 보이고 있고, 판심의 위에만 흑어미가 나타나고 있는 것으로 보아 오히려 고려본을 저본으로 복각한 것으로 보인다.
조선시대 전국 사찰에서 간행된 동일한 판본이 대략 28종에 달하는 것으로 파악되고 있는데, 그 중 1554년 금강산 유점사에서 개판된 판본은 법장사 소장본이 유일한 것으로 알려져 있어 문화재적 가치가 높은 것으로 판단된다.
조사 대상본은 앞부분 일부가 훼손되어 보수한 상태이나, 본문의 내용은 전체적으로 원형이 잘 유지되고 있다. 다만 보수하면서 표지가 우리의 전통적인 오침법이 아닌 일본식 4침으로 장황되어 있어 전문가의 고증을 통해 재 수리할 필요가 있다.
조사 대상본과 동일본의 지정현황을 살펴보면, 1486년 간행된 규봉암본 3건이 보물로 지정되어 있으며, 지방 유형문화재는 1511년 간행된 대광사판 1건만 경기도 문화재로 지정되어 있는 실정이다. 따라서 1554년 간행된 유점사본은 현재까지 지정된 사례가 없는 유일본으로 서울시 유형문화재로 지정할 만한 가치가 충분한 것으로 판단된다.

## 같이 보기
- 법집별행록
- 영천 묘봉암 법집별행록절요병입사기 - 경상북도 문화재자료 제675호

## 참고 문헌
- 법집별행록절요병입사기 - 국가유산청 국가유산포털